# Krauthausen (Düren)
Krauthausen ist der kleinste Stadtteil von Düren in Nordrhein-Westfalen. Der industriell geprägte Ort ist strukturell und organisatorisch eng mit dem Nachbarort Niederau verbunden.

## Geographie

### Geographische Lage
Krauthausen liegt an der Rur im Süden des Stadtgebietes. Unmittelbar an den Ort, der entlang der L 249 gebaut ist, grenzt der Dürener Stadtwald.

### Nachbargemeinden
Krauthausen ist eng verbunden mit dem südlichen Nachbarort Niederau. Die Bebauung der beiden Stadtteile geht an der Grenze, die auf Höhe der Renkerstraße verläuft, nahtlos ineinander über. Westlich der Bahnlinie grenzt Krauthausen an Lendersdorf. Im Norden trennt der „Wibbelrusch“, ein Teil des Stadtwaldes, Krauthausen von Düren.

## Geschichte
Die Siedlungen, deren Name auf -hausen endet, entstanden in fränkischer Zeit. In Aufzeichnungen aus dem 15. Jahrhundert werden Höfe zu „Cruythuysen“ erwähnt, die zu Lendersdorf gehörten. Der Name „Krauthausen“ weist darauf hin, dass der Ort damals ebenso wie Niederau von der Landwirtschaft geprägt war.
Im 19. Jahrhundert entwickelte sich Krauthausen im Zuge der Industrialisierung zu einem Standort für Fabriken. Die Mobilisierung durch die Eisenbahn trug dazu bei, dass immer mehr Menschen als Pendler zur Arbeit nach Krauthausen kamen und in Niederau und anderen Nachbarorten lebten. Obwohl der Ort politisch zur Gemeinde Lendersdorf-Krauthausen im Amt Birgel gehörte, schlossen sich die Einwohner ab dem 19. Jahrhundert der Niederauer Pfarre an. Eine eigene Schule oder gesellschaftliches Leben in Vereinen gab es in Krauthausen ebenfalls nicht.
In der Zeit des Nationalsozialismus konnte sich die NSDAP kaum gegen die Zentrumspartei durchsetzen. Krauthausen blieb 1944 nicht von Bombenangriffen verschont. Wenige Tage vor dem verheerenden Luftangriff auf Düren am 16. November gab es den Befehl zur Evakuierung. Die Krauthausener Sinti-Familie Bock wurde im KZ Auschwitz-Birkenau ermordet. Am 24. Februar 1945 eroberten US-amerikanische Soldaten den Ort.
Am 1. Juli 1969 wurden die Gemeinden Lendersdorf-Krauthausen und Berzbuir-Kufferath zur neuen Gemeinde Lendersdorf zusammengeschlossen. Diese neue Gemeinde wurde bereits mit Wirkung vom 1. Januar 1972 wieder aufgelöst. Krauthausen wurde zusammen mit der Gemeinde Lendersdorf in die Kreisstadt Düren eingegliedert.

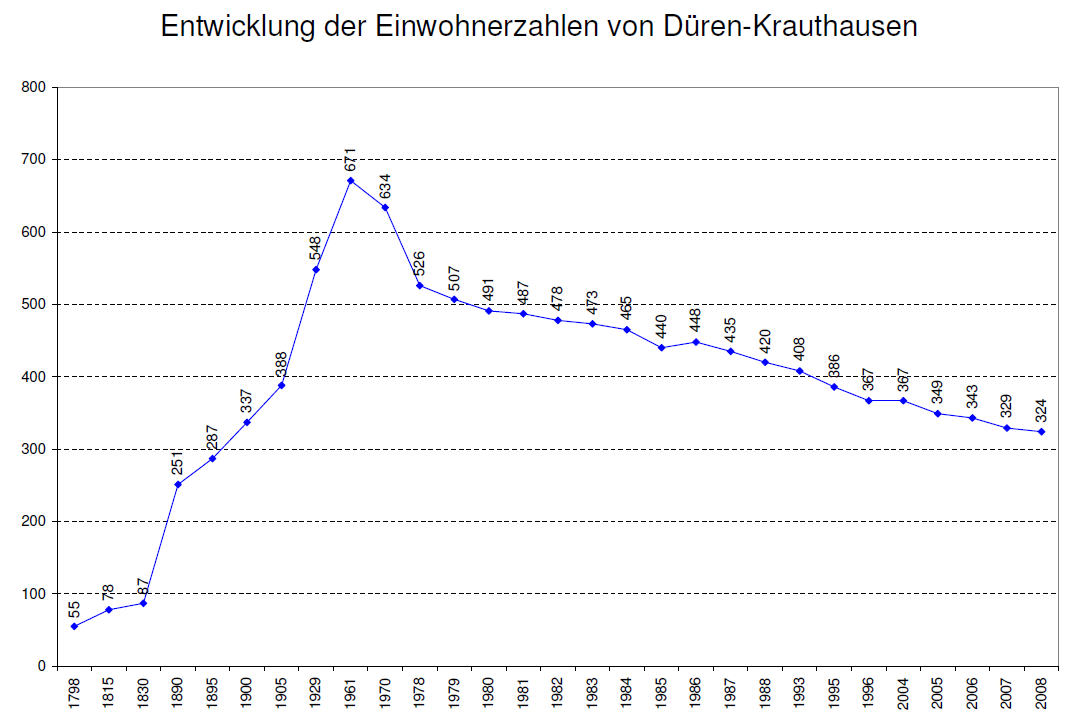
Einwohnerzahlen

### Einwohnerentwicklung
Ende des 18. Jahrhunderts lebten in Krauthausen lediglich 44 Menschen. Zu dieser Zeit war der Ort noch von der Landwirtschaft geprägt. Ab Mitte des 19. Jahrhunderts erhöhte sich die Einwohnerzahl durch die zunehmende Industrialisierung und den Bau mehrerer Fabriken. Den Höhepunkt erreichte die Bevölkerung 1961 mit 671 Einwohnern. Anschließend zogen immer mehr Menschen weg von den Fabriken in die umliegenden Orte, wobei sie von der verbesserten Infrastruktur beim Verkehr profitierten. Heute leben nur noch etwa halb so viele Einwohner in Krauthausen, das damit der kleinste Stadtteil von Düren ist.

## Politik
Krauthausen, das zuvor zu Lendersdorf gehört hatte, wird seit der kommunalen Neugliederung 1972 als Stadtteil von Düren verwaltet. Heute bildet es einen gemeinsamen Stadtbezirk mit Niederau und gehört seit 1994 dem gemeinsamen Bezirksausschuss an. In der ersten Wahlperiode nach dem Zusammenschluss gab es eine Mehrheit von acht Sozialdemokraten gegenüber sechs Mitgliedern der CDU und einem Vertreter der Grünen. Im aktuellen Gremium dominieren die Christdemokraten mit elf Mandatsträgern gegenüber der SPD mit drei Mitgliedern und je einem Vertreter der Grünen, FDP und Bürger für Düren.

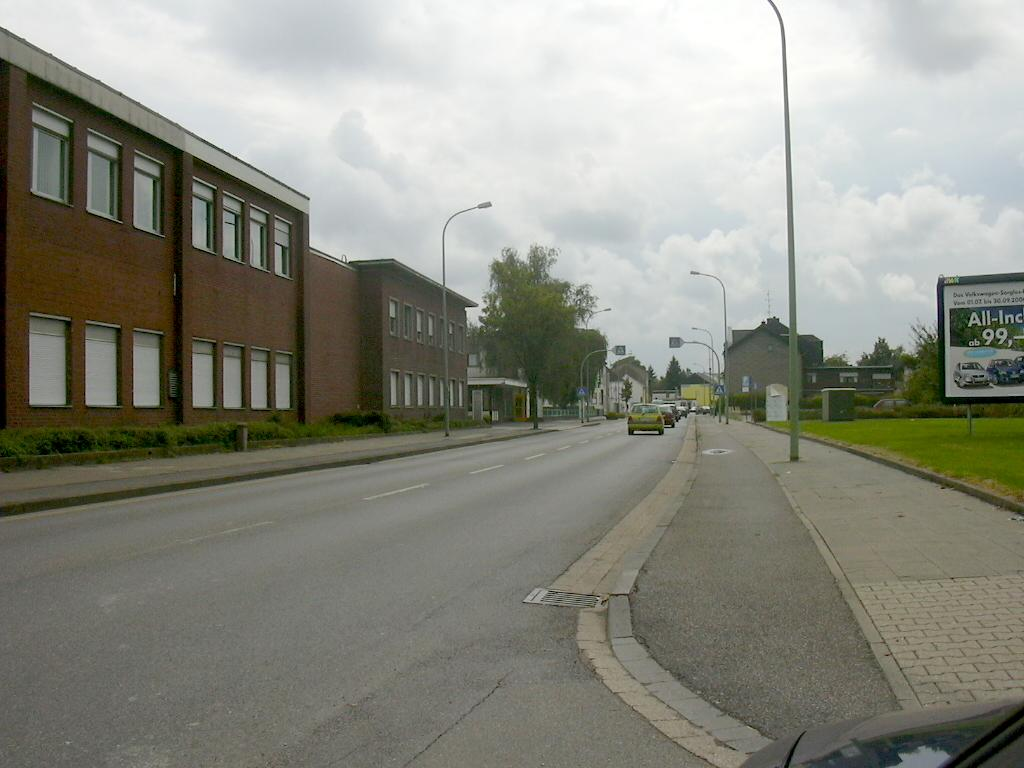
Die Ortsdurchfahrt mit der Papierverarbeitung Fa. Sihl

## Wirtschaft und Infrastruktur

### Industrie
In Krauthausen befinden sich mehrere Fabriken, die lange Zeit im Familienbesitz waren. Neben der traditionellen Dürener Papierherstellung steht die chemische Industrie im Mittelpunkt.
Im Jahre 1784 wandelten die Gebrüder Schoeller einen ehemaligen Eisenreckhammer, der einst eine Gerstenmühle war, in eine Papierfabrik um und begründeten damit eine traditionelle Dürener Industrie. Die Firma Heinrich August Schoeller Söhne GmbH & Co KG, kurz auch Schoellershammer genannt, die seit mehreren Generationen im Familienbesitz ist und 1862 mit Rütger von Schevens Mühle vereinigt wurde, produziert bis heute. Die Maschinen für die Papierherstellung lieferte von 1874 bis zum Konkurs 1931 die Firma Erkens.
Teilhaber von Schoellershammer gründeten 1902 die Firma Renker, die präparierte Papiere herstellte und 1926 um die Belipa (Berliner Lichtpaus- u. Pauspapierfabr., Thorban &
Co.) erweitert wurde. 1990 erweiterte der neue Inhaber Sihl aus Zürich die Produktpalette.
In unmittelbarer Nachbarschaft zu Schoellershammer entstand der Industriepark AkzoNobel, ein Zusammenschluss mehrerer chemischer Fabriken. 1936 war Hoesch mit einer chemischen Fabrik von Hoven nach Krauthausen auf das ehemalige Gelände der Firma Erkens gezogen. 1968 wurde der Betrieb vom niederländischen AKZO-Konzern übernommen.

### Verkehr
Die Eisenbahn hält seit 1892 am Lendersdorfer Bahnhof, der sich in Krauthausen befindet. Parallel dazu gab es bis zum Zweiten Weltkrieg eine elektrische Kleinbahn. Die im Vertrag mit der WeEG vorgesehene Strecke vom Bahnhof Düren nach Kreuzau, die seit 1908 in Betrieb war, gab es einen Halt in Krauthausen. 1921 übernahm die neu gegründete Dürener Kreisbahn die Leitung dieser Bahn, die 1945 durch eine Buslinie auf der gleichen Strecke ersetzt wurde. Mehrere Buslinien des Rurtalbus, bis 31. Dezember 2019 der Dürener Kreisbahn, fahren durch den Ort, der sich entlang der L 249 erstreckt. Die zentrale Straße verbindet Düren mit Niederau und Kreuzau.
| Linie | Verlauf |
| ----- | --- |
| 210   | (Düren Bf/ZOB – StadtCenter – Kaiserplatz – Krauthausen – Niederau –) Kreuzau – (Drove –) Boich – Nideggen – Brück – Schmidt    |
| 211   | Düren Bf/ZOB – StadtCenter – Kaiserplatz – Krauthausen – Niederau – Kreuzau – Drove – Thum – Thuir (– Muldenau – Embken) – Berg |
| 221   | Düren Bf/ZOB – StadtCenter – Kaiserplatz – Krauthausen – Niederau – Kreuzau – Winden – Leversbach – Rath – Nideggen             |
| 222   | Düren Kaiserplatz – Krauthausen – (Niederau Renkerstraße →) Lendersdorf – Berzbuir – Kufferath                                  |

## Persönlichkeiten
Den finanziellen Mittel aus der Stiftung des Papierfabrikanten Benno Schoeller (1828–1908) ist der Bau des Lendersdorfer Krankenhauses und der Kauf von Schloss Burgau zu verdanken. 
Der Musiker und Radiomoderator Volker Haidt (1958–2017) wurde in Krauthausen geboren.
Der in Krauthausen lebende Politiker Gerhard Fuhs erhielt für sein Engagement das Bundesverdienstkreuz.